# St. Christophorus (Wangen an der Aare)

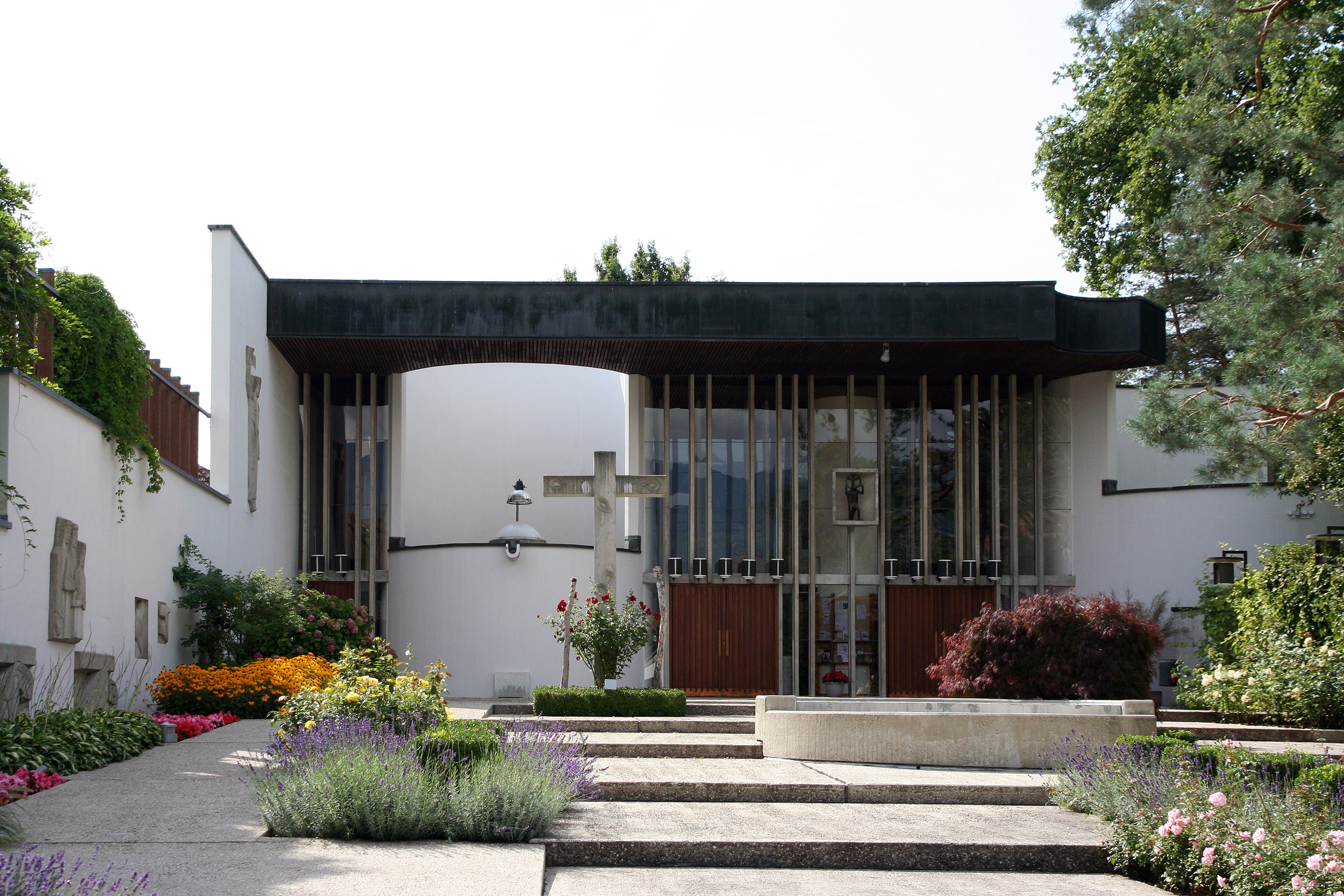
Kirche St. Christophorus

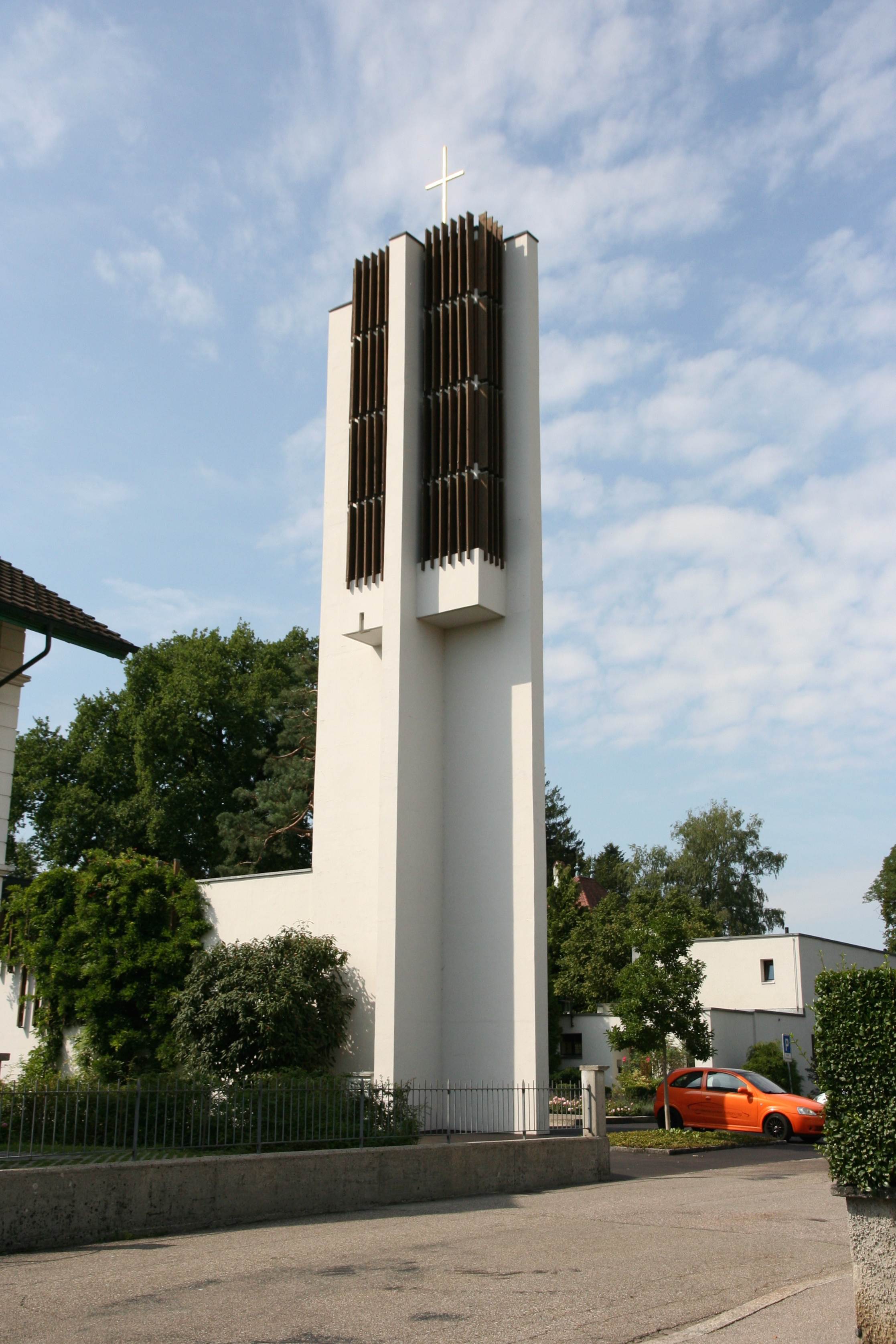
Kirchturm

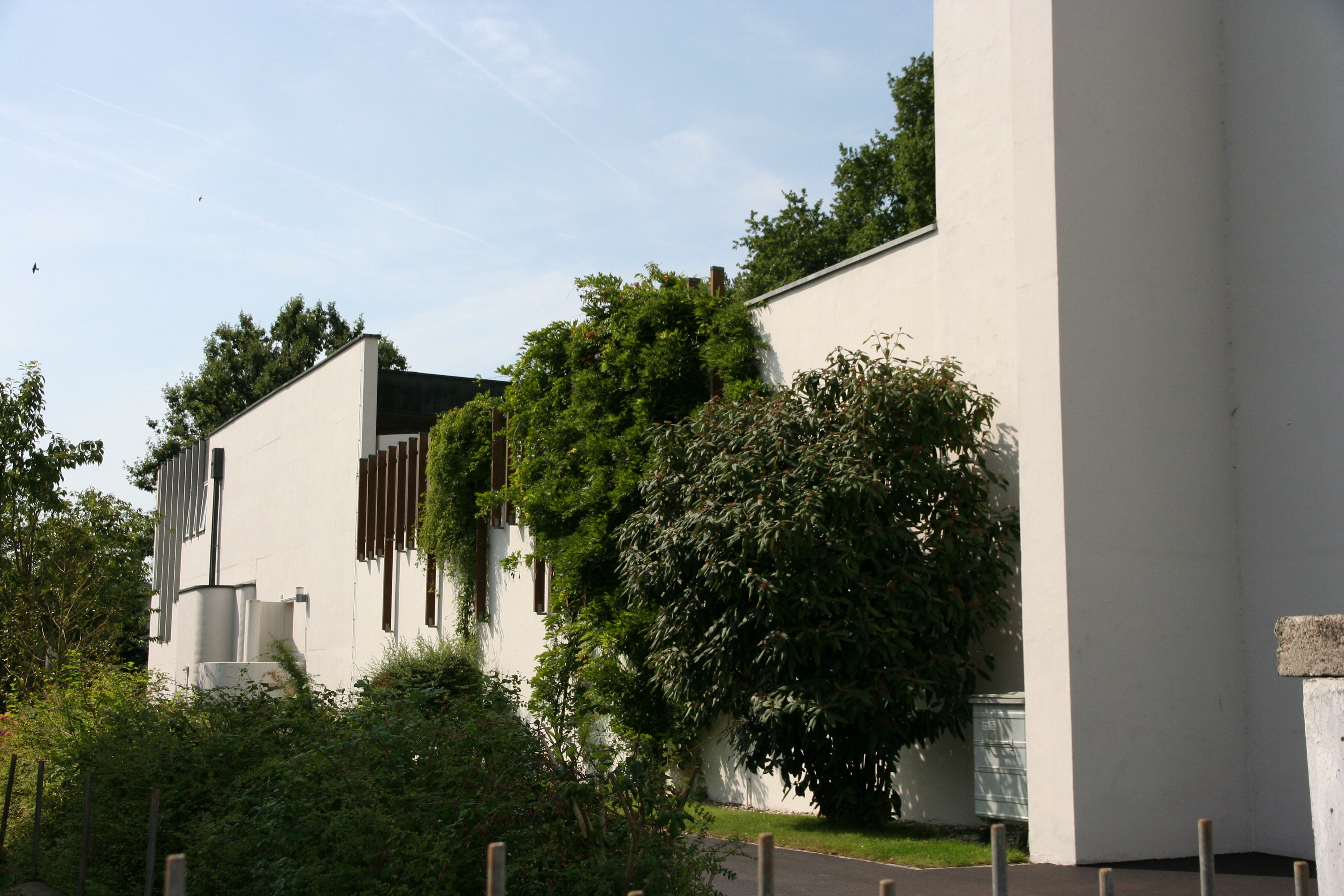
Aussenansicht von Nordosten

Die Kirche St. Christophorus ist die römisch-katholische Pfarrkirche von Wangen an der Aare. Erbaut wurde sie 1961–1962 nach Plänen des Architekten Walter Moser, die Glasfenster stammen von Max Rüedi. Neben der Kirche Christ-König (Biel) handelt sich um den einzigen Kirchenbau des Aargauer Architekten Walter Moser im Kanton Bern.

## Geschichte und Pfarreistruktur
In den 1920er Jahren begannen die Geistlichen von der benachbarten Solothurner Ortschaft Deitingen, den wenigen katholischen Kindern vom traditionell reformierten bernischen Wangen und Umgebung Religionsunterricht zu erteilen. Damit in den 1930er Jahren die Katholiken von Wangen den katholischen Sonntagsgottesdienst in Deitingen besuchen konnten, wurde die Kreisdirektion der SBB angefragt, ob man hierfür nicht einen Autobus nehmen könnte. Da dies nicht gestattet wurde, musste eine Sonderlösung gefunden werden: Eine Rangierlokomotive zog auf den Geleisen jeweils am Sonntag einen einzelnen Waggon mit etwa 40 Katholiken die Strecke von rund drei Kilometern hin und nach dem Gottesdienst wieder zurück. Als während des Zweiten Weltkriegs der Treibstoff rationiert wurde, musste dieser Sonderzug wieder eingestellt werden. Deshalb mieteten die Katholiken in Wangen einen leerstehenden Fabriksaal, der mit finanzieller Unterstützung der Inländischen Mission, des Bistums Basel, aber auch der Kirchgemeinde Langenthal zu einer Notkirche hergerichtet wurde. Am 21. Mai 1944 wurde in diesem Saal die erste Messe gefeiert. Die pensionierten Geistlichen, die im Kinderheim St. Ursula in Deitingen wohnten, übernahmen von da an für einige Jahre die Seelsorge in Wangen und Umgebung, bis die Pfarrei Deitingen erneut die Seelsorge selber übernahm.
Am 2. Juni 1944 wurde für den Aufbau der Pfarrei Wangen ein Katholikenverein gegründet. Der spätere Domherr Josef Eggenschwiler wirkte ab 1933 für 22 Jahre in Deitingen als Pfarrer, bevor er bischöflicher Personalverantwortlicher in Solothurn wurde. Er schuf in Wangen die Basis für den Aufbau der Pfarrei sowie für die Realisierung der Kirche St. Christophorus. Er war es auch, der 1945 den Kauf der Liegenschaft veranlasste, in der die Notkapelle eingerichtet wurde, und sicherte auch 1955 den Bauplatz der heutigen Kirche. Am 29. Januar 1956 schloss der Bischof von Basel, Franziskus von Streng, zehn Gemeinden zur Pfarrei Wangen zusammen und ernannte Willy Portmann zum Pfarrrektor und danach zum ersten Pfarrer von Wangen. Bis zum Baubeginn 1961 trug dieser den finanziellen Grundstock zusammen, vor allem durch auswärtige «Bettelpredigten», das Verschicken von «Bettelbriefen» oder auch durch Veranstaltungen wie Bazare. Obwohl das Geld noch nicht reichte, machte Pfarrer Portmann am 1. September 1960 dem Katholikenverein den Vorschlag, möglichst bald mit dem Bau der Kirche zu beginnen, da geeignete Räume für den weiteren Aufbau der Pfarrei dringend notwendig waren und auch die Teuerung immer wieder einen Teil des gesammelten Kapitals zunichtemachte. Am 28. September 1960 fand eine ausserordentliche Generalversammlung des Katholikenvereins statt, die die Planung des Kirchenbaus bewilligte. Statt eines Wettbewerbs wurden vier Architekten direkt beauftragt, je ein Projekt auszuarbeiten. Es waren dies Hansjörg und Otto Sperisen (Solothurn), Hans Bernasconi (Solothurn), Walter Moser (Zürich) und Fritz Metzger (Zürich). Die Jury erklärte das Projekt des jungen Walter Moser zum Sieger, nach dessen Plänen die Kirche schliesslich realisiert wurde.
Am 29. August 1961 erfolgte der erste Spatenstich, am 13. September begannen die Aushubarbeiten. Am 3. Dezember feierte die Gemeinde die Grundsteinlegung. Am Sonntag, den 23. Dezember 1962, weihte der Bischof von Basel, Franziskus von Streng, die Kirche ein. Das Patrozinium zu Ehren des Hl. Christophorus führt jenes der mittelalterlichen, später reformierten Kirche von Wangen weiter. Es ist anzunehmen, dass die Möglichkeit, bei Wangen die Aare zu überqueren, im Mittelalter dazu geführt haben dürfte, dass die Kirche von Wangen dem Hl. Christophorus geweiht wurde, da dieser der Legende nach das Jesuskind einst über einen Fluss getragen hatte.
Im Sommer 2005 wurde die Kirche innen renoviert und am Christophorusfest wieder eingesegnet. 2009 erfolgte die Renovation des Äusseren mitsamt Turmsanierung.
Heute besteht die Pfarrei aus folgenden elf Gemeinden: Attiswil (das seelsorgerlich von der Pfarrei Flumenthal SO betreut wird), Farnern, Niederbipp, Oberbipp, Rumisberg, Walliswil bei Niederbipp, Walliswil bei Wangen, Wangen a. A., Wangenried, Wiedlisbach, sowie Wolfisberg. Die Pfarrei umfasst rund 2000 Katholiken aus 27 Nationen. Das Pfarreileben spielt sich um die beiden Kirchen von St. Christophorus in Wangen und Heiligkreuz in Niederbipp ab. Seit dem 16. November 2016 ist die Pfarrei Teil des Pastoralraums Oberaargau, zu dem auch die Pfarreien Herzogenbuchsee, Langenthal und Huttwil gehören.

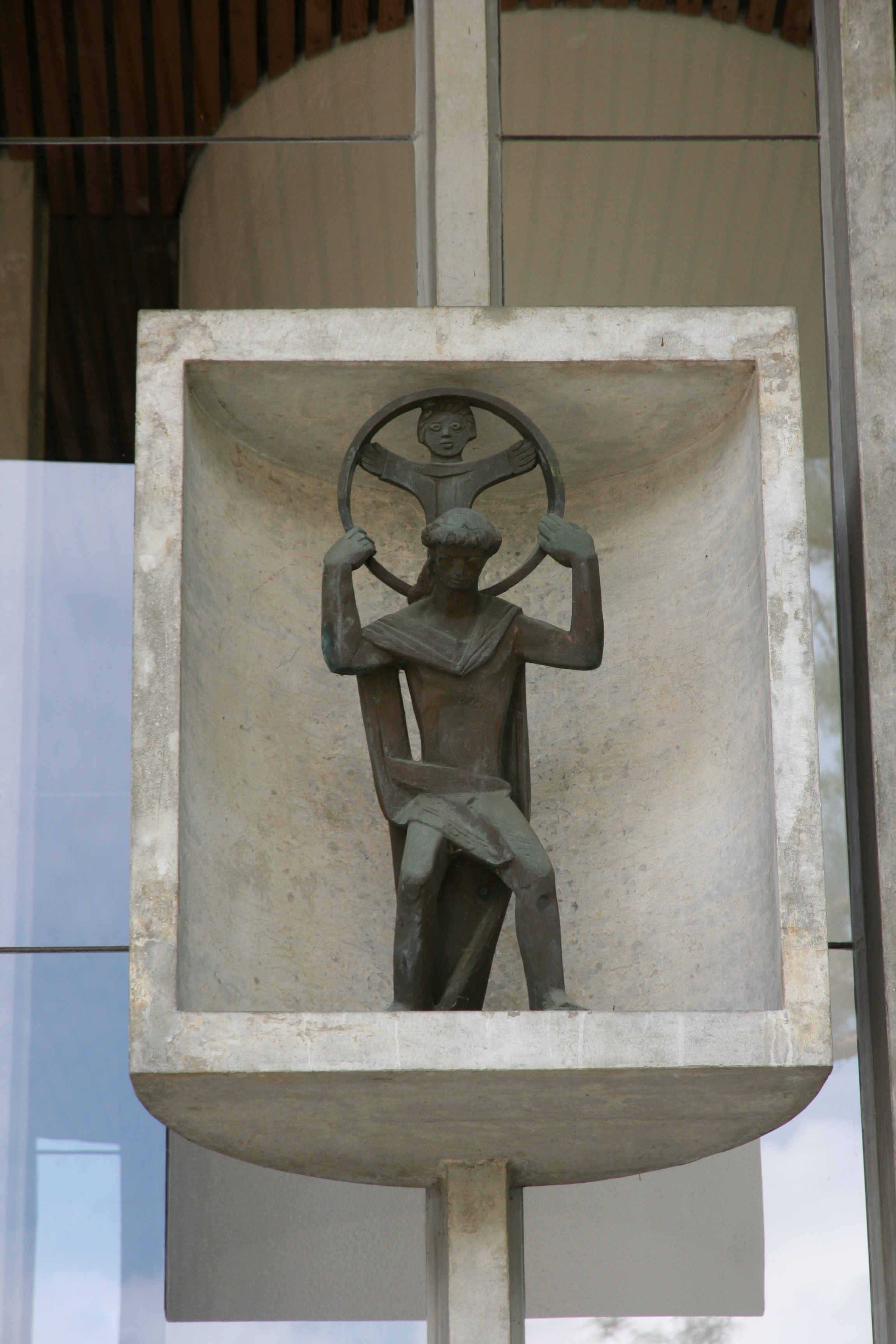
Christophorus-Statue im Aussenbereich

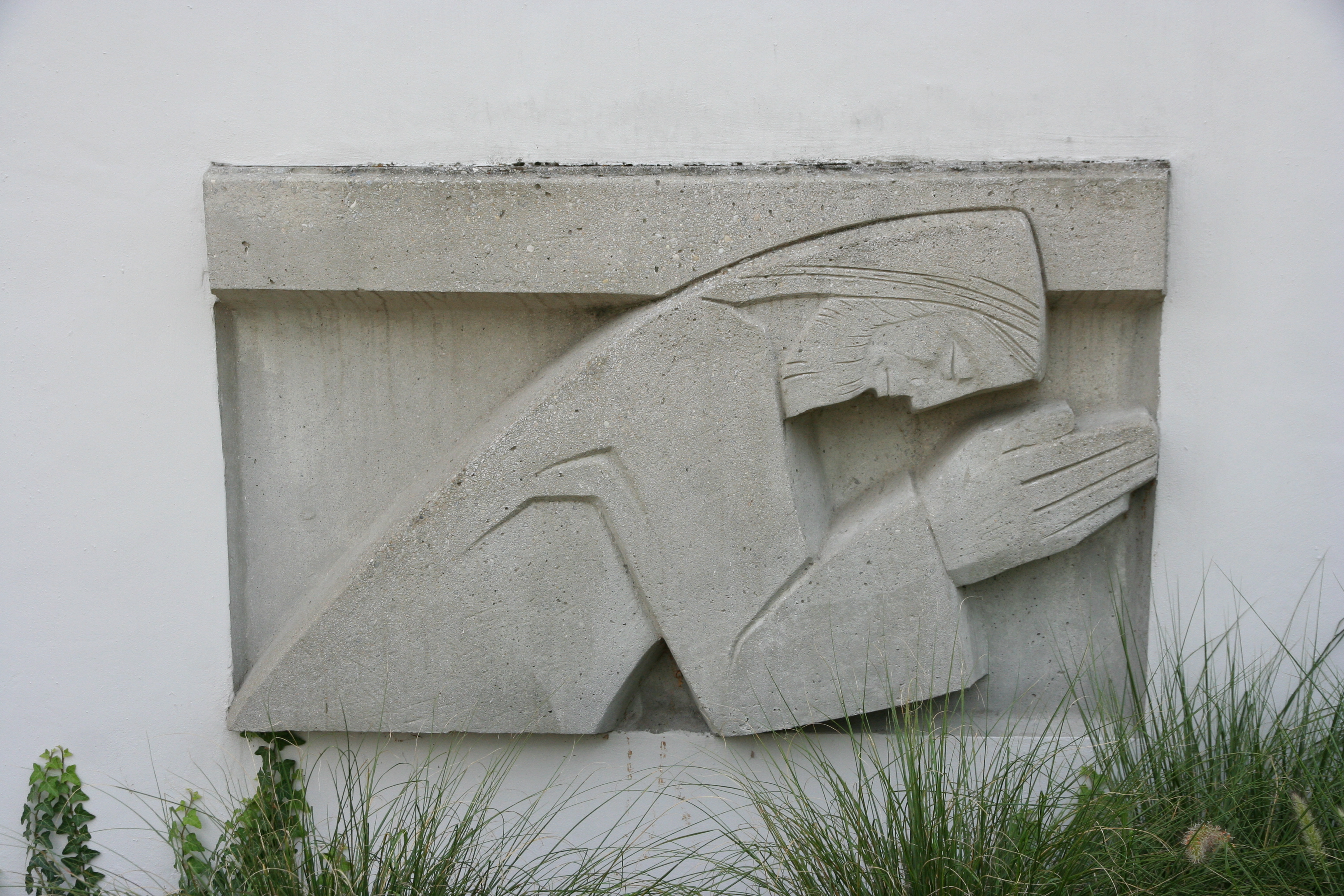
Kreuzweg, Detailaufnahme im Aussenbereich

## Baubeschreibung

### Kirchturm und Äusseres
Walter Moser setzte die Kirche von der nördlich gelegenen Beundenstrasse etwas ab, sodass zwischen der Strasse und der Kirche ein Vorhof entstand, der zum Kirchenportal hin über sieben niedrige, aber sehr breite Stufen sowie rechts über eine Rampe leicht ansteigt. Um das Areal gut zu nutzen, wurde im Untergeschoss der Kirche das Pfarreizentrum eingebaut, an der Strasse dagegen wurde das Pfarrhaus und den Glockenturm errichtet. Zwischen diesem und der eigentlichen Kirche steht an der östlichen Grenze des Areals eine Betonmauer, die den Hofcharakter des Vorplatzes noch unterstreicht. Eine Herausforderung stellte dar, dass gleichzeitig mit der Mauer auch die Betonreliefs des Plastikers Jean Hutter gegossen werden mussten, sodass die Mauer nur segmentweise errichtet werden konnte. Die 14 Stationen des Kreuzweges zeigen zum Teil lebensgrosse Figuren. Die Idee, dass entlang einer zur Kirche führenden Rampe eine Mauer errichtet wird, an der die Kreuzwegstationen angebracht sind, wurde wenige Jahre später auch von Architekt Justus Dahinden beim Bau seiner Kirche Herz Jesu in Buchs SG aufgegriffen. Dort ist der Aufgang mit dem Kreuzweg überdacht.
Dass Walter Moser einige Jahre beim finnischen Architekten Alvar Aalto gearbeitet hatte, bevor er das Büro seines Vaters in Zürich übernahm, zeigt sich an der Frontfassade der Kirche St. Christophorus: Unter einem Flachdach wurde eine breite Glasfront eingelassen, die durch lamellenartige, schmale Betonpfeiler rhythmisiert wird. Auf der östlichen Seite der Frontfassade ragt ein halbkreisförmiger Rundkörper hervor, in dem die Taufkapelle untergebracht ist. Zwischen den beiden Eingangspforten ist an der Fassade eine Nische eingelassen, in der die Bronzestatue des Kirchenpatrons Christophorus aufgestellt ist. Aus seinem Namen (Christophorus = Christusträger) hat sich die Legende entwickelt, er habe das Christuskind auf seinen Schultern über einen Fluss getragen. Die Bronzeplastik an der Kirchenfassade greift diese Legende auf, indem der Heilige das Jesuskind tragend dargestellt wird. Westlich der Frontfassade ist als zweiter runder Vorbau die Werktagskapelle zu sehen.
Um die Lage der Kirche St. Christophorus anzuzeigen, stellte Moser den Kirchturm an die nordöstliche Ecke des Baugrunds direkt an den Beundenweg. An den Turm schliesst sich die Betonmauer an, die den Vorhof begrenzt und bis zur Kirche führt. 
Im Kirchturm ist ein vierstimmiges Geläut aufgehängt, das aus folgenden Glocken besteht:
| Nummer | Gewicht | Ton | Widmung           |
| ------ | ------- | --- | ----------------- |
| 1      | 1075 kg | c1  | Dreifaltigkeit    |
| 2      | 1010 kg | es1 | Christkönig       |
| 3      | 750 kg  | f1  | Muttergottes      |
| 4      | 550 kg  | g1  | Hl. Christophorus |

Gegossen wurden das Geläute 1962 von der Firma H. Rüetschi in Aarau.

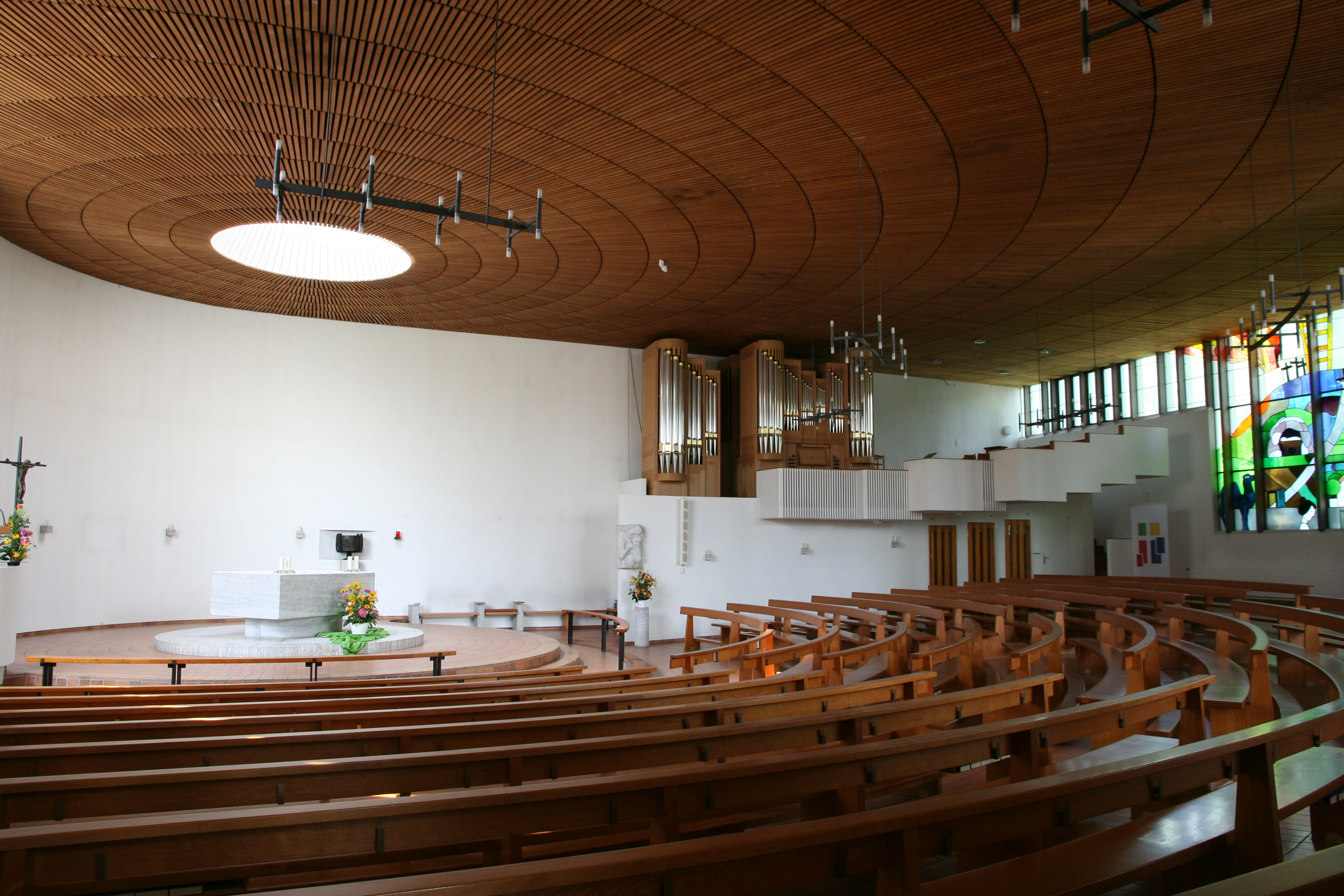
Innenansicht

### Innenraum
Im Kircheninnern fällt auf, dass der Boden recht viel, nämlich um ca. 7 %, zum Altar hin abfällt. Dies ermöglicht es den Gläubigen, von allen Sitzplätzen aus eine gute Sicht auf das liturgische Geschehen im Altarraum zu haben. Die Gestaltung des Gebäudes hat zur Folge, dass der Chor nicht mehr wie in früheren Kirchen vom Kirchenschiff abgesetzt ist, was die Gemeinschaft von Priester und Gläubigen verdeutlicht. Hinter dem Altar erhebt sich eine gerundete Chorwand, die nach Südosten zeigt und in die in einer Nische der Tabernakel eingelassen ist. Links des Altarraums befindet sich der Ambo, rechts ist auf die Sakristei die Orgelempore draufgebaut. An der Wand, hinter der sich die Tür zur Sakristei verbirgt, ist ein Relief mit der Muttergottes eingelassen. 
Die Kirchendecke besitzt über dem Altar eine grosse, runde Lichtkuppel, die das Tageslicht auf den Altar fallen lässt. Die Verschalung der Decke wird aus Naturholzstäben gebildet, die von der Lichtkuppel her strahlenförmig auseinanderlaufen. Der Kirchenboden besteht aus Klinker. Die Bänke sind im Halbkreis um den Altar aufgestellt. Interessant ist, dass diese Kirche, die noch kurz vor dem Zweiten Vatikanum, also noch in der Zeit vor der Liturgiereform gebaut wurde, von Anfang an keine Kanzel mehr hatte und der Altar nicht an die Chorwand gestellt wurde. Umgekehrt aber ist bis heute eine Kommunionbank aufgestellt, die den Chorraum gegen die Bankreihen hin abschliesst.
Von Jean Hutter stammen die Steinmetzarbeiten, also der Taufstein und der Tabernakel sowie die in Bronze gearbeiteten Gegenstände, nämlich das im Chorraum aufgestellte Kreuz sowie der Osterleuchter in der Taufkapelle. Die Glasmalereien schuf der Zürcher Künstler Max Rüedi.

### Glasfenster im Kirchenraum
Das grossflächige Glasfenster, das in die westliche Wand des Gotteshauses eingebaut wurde, zeigt unten die profane, moderne Welt. Zu sehen ist mittig der Kopf einer Frau, die die Augen schliesst und um ihren Hals eine kostbare Schmuckkette trägt, beides Zeichen ihres Wohlstandes und ihrer Selbstzufriedenheit. Die graue Fläche hinter dem Frauenkopf deutet eine Asphaltstrasse an, an deren Rand vor einem gefälligen Haus ein Auto abgestellt ist. Flankiert wird diese profane Szenerie rechts durch zwei Kühe, links durch ein Kamel. Rechts vom Kamel ist im Bildhintergrund eine schmale Pforte zu sehen, die den Weg versperrt, der sich über das ganze Bild nach oben windet. Diese Darstellung erinnert an das Gleichnis vom Nadelöhr, in dem Jesus Christus sagte: «Eher geht ein Kamel durch ein Nadelöhr, als dass ein Reicher in das Reich Gottes gelangt.» (z. B. Mk 10, 25) Max Rüedi hat dieses Gleichnis auch in Zürich am Portal zum Untergeschoss der Kirche St. Martin Zürich-Fluntern dargestellt. Es will daran erinnern, dass der Reichtum – in der Darstellung von Max Rüedi auf dem Glasfenster auch die Selbstzufriedenheit – den Weg ins Paradies verstellen kann.
Die oberen zwei Drittel des Glasfensters sind der sakralen Dimension gewidmet. Folgt man mit dem Blick dem Weg, erkennt man eine Figur, die ein Kreuz nach oben trägt. Rüedi lässt offen, ob es sich um Jesus handelt (das lange helle Kleid spricht dafür, die Tatsache, dass auf dem Berg bereits drei leere Kreuze zu sehen sind, dagegen.) So oder so erinnert diese Darstellung an die Nachfolge Jesu: «Wer mir nachfolgen will, nehme sein Kreuz auf sich und gehe mir nach» (Mk 8, 34). Dieser Weg führt vorbei an Äckern und Feldern und endet schliesslich auf dem Hügel Golgota. (Mk 15, 22) Max Rüedi stellt am oberen Bildrand nicht die Karfreitagsszene mit der Kreuzigung Jesu dar, sondern die Auferstehung und Himmelfahrt: Die drei Kreuze sind leer, eine Himmelsleiter führt aus dem Bild heraus. Flankiert wird diese Leiter durch zwei Engelsflügel, die wiederum als Zeichen für die Auferstehung und für die Himmelfahrt gelesen werden können. In der Bildmitte schliesslich ist die Weihnachtsszene dargestellt, reduziert auf eine Krippe mit dem Jesuskind, geborgen in einer Grotte (die Schafställe ausserhalb von Bethlehem waren oft in Höhlen eingebaut).

### Taufkapelle und Werktagskapelle
An die Nordflanke des Kirchenraums sind zwei runde Baukörper angebaut, in denen sich je eine der beiden befinden. In der Taufkapelle lenken die konzentrisch um den Taufstein angebrachten Bodenklinker den Blick auf den Taufstein. An der Decke ist neben der Lichtkuppel über dem Taufstein eine Heiliggeisttaube zu entdecken, die wie bei der Taufe Jesu im Jordan über dem neugetauften Kind zu erscheinen scheint, verbunden mit den Worten: «Dies ist mein geliebter Sohn. An ihm habe ich meinen Gefallen gefunden.» (Mt 3, 17) Diese Darstellung verkündet, dass die biblische Zusage auch für jedes in dieser Kapelle neugetaufte Kind gilt. Das Glasfenster von Max Rüedi in der Taufkapelle zeigt vor einer dunkelblauen Wolke die durchbohrte Hand des gekreuzigten Jesu, darüber ist eine Sonne dargestellt. Dieses Fenster verdeutlicht den Zusammenhang vom Sakrament der Taufe und der Verheissung auf ewiges Leben (Römer 6, 4).
In der Werktagskapelle, deren Wand zum Hauptraum der Kirche hin geöffnet werden kann, befindet sich ein weiteres Fenster von Max Rüedi. Es ist dreiteilig gestaltet: Unten sind die Schlange und die Frucht vom Baum der Erkenntnis zu sehen. (Gen 3, 13) Als Kontrast zum Sündenfall im Paradies ist das Mittelfeld der Jungfrau und Gottesmutter Maria gewidmet. Dies auch in Anlehnung auf das Wortspiel Eva – entgegengesetzt gelesen Ave (Maria). Gezeigt wird im Mittelfeld neben dem Wort Maria eine weisse Rose, die auf die Jungfräulichkeit und Unschuld der Gottesmutter verweist. Darüber der Heilige Geist in Form einer Taube abgebildet, was an die Verkündigung des Herrn (älter: Mariä Verkündigung) erinnert. (Lk 1, 26-38)

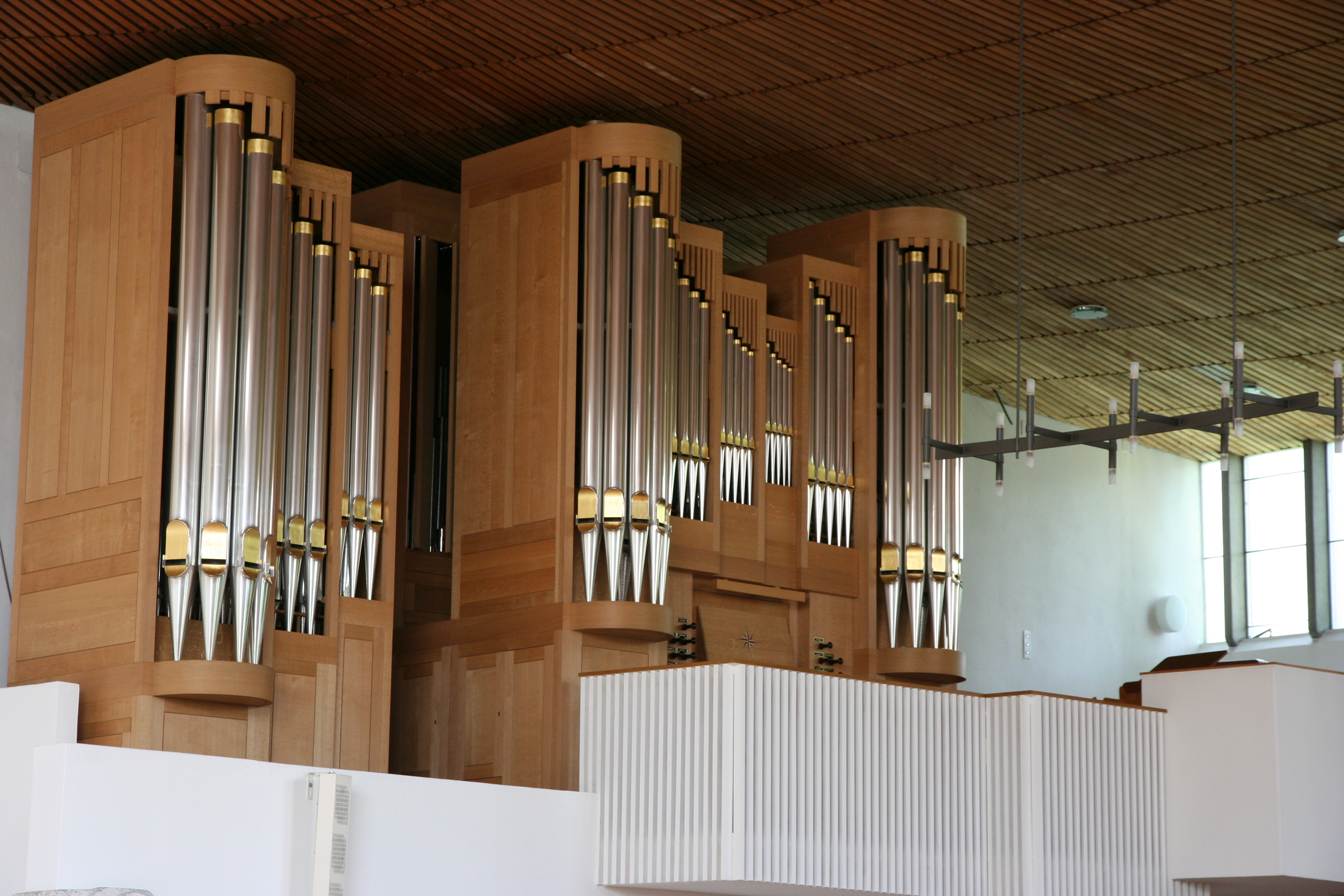
Metzler-Orgel von 2012

### Orgel
Für die neugebaute Kirche schuf die Firma Späth, Rapperswil, 1962 ein erstes Instrument. Es besass 17 Register, verteilt auf zwei Manuale und Pedal. 
Anlässlich des 50-jährigen Bestehens der Kirche wurde bei der Firma Metzler, Dietikon, die heutige Orgel mit 20 Registern in Auftrag gegeben. Bischof Felix Gmür weihte das neue Instrument am 19. August 2012.
| I Hauptwerk C–g3 |       |
| Principal        | 8′    |
| Bourdon          | 8′    |
| Octave           | 4′    |
| Spitzflöte       | 4′    |
| Superoctave      | 2′    |
| Mixtur III–IV    | 1 ⁄3′ |
| Dulcian          | 8′    |

| II Schwellwerk C–g3  |        |
| Gambe                | 8′     |
| Voix céleste (ab c0) | 8′     |
| Rohrflöte            | 8′     |
| Principal            | 4′     |
| Traversflöte         | 4′     |
| Nasard               | 2 ⁄3′  |
| Doublette            | 2′     |
| Terz                 | 1 3⁄5′ |
| Scharf IV            | 1′     |
| Trompete             | 8′     |
| Tremulant            |        |

| Pedal C–f1 |     |
| Subbass    | 16′ |
| Oktavbass  | 8′  |
| Fagott     | 16′ |